# Mauerquadrant

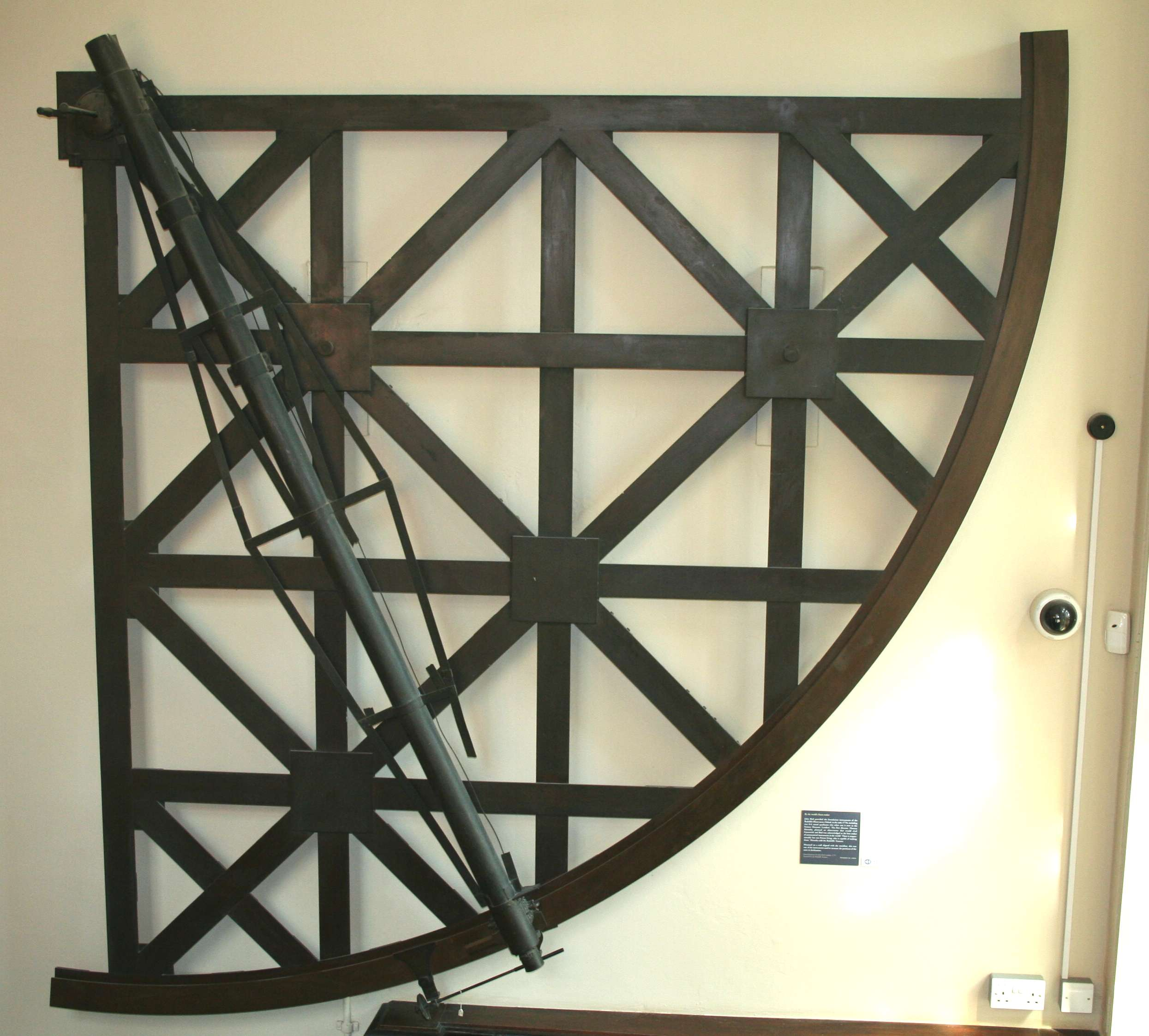
Der etwa 2,5 Meter hohe Mauerquadrant von John Bird, London 1773

Ein Mauerquadrant ist ein historisches astronomisches Instrument, mit dem genaue Höhenwinkel und Positionen von Gestirnen auf dem Meridian gemessen wurden. Er war bis etwa 1800 in Gebrauch und ist der Vorgänger des Meridiankreises.

## Bauform
Die prinzipielle Bauweise ist dieselbe wie beim klassischen Quadranten. Er besteht aus
- einem Viertelkreis (allerdings mit größerem Radius) mit genauer Kreisteilung,
- der dazugehörigen Ablesevorrichtung,
- einer Zielvorrichtung (bis ca. 1650 ein Diopter, danach meist ein langes Zielfernrohr) sowie
- einem Senklot, später einer Libelle, als künstlichem Horizont.

Im Gegensatz zu den kleineren Quadranten, die in der Hand gehalten oder auf einem Dreibein aufgestellt wurden, ist der Mauerquadrant fest auf einer in Nord-Süd verlaufenden, genau senkrechten Mauer montiert. Durch diese exakte Ausrichtung auf den Meridian können Gestirne (insbesondere Fixsterne) bei ihrer Kulmination sicher erfasst und auch ihre Durchgangszeit genau gemessen werden. Durch die stabile Aufstellung stark vergrößernder Messfernrohre wurde die Messgenauigkeit merklich erhöht.
Der usbekische Astronom Ulugh Beg ließ 1428 im Ulugh Beg-Observatorium in Samarkand den „Fakhri-Sextanten“ mit einem Radius von 36 m in einem dreistöckigen Rundbau von 46 m Durchmesser und 30 m Höhe aufstellen. Der Bogen war aus feinem Marmor konstruiert und mit einer Treppe auf beiden Seiten versehen, um den Assistenten, die die Messungen durchführten, Zugang zu verschaffen. Durch langjährige Beobachtungen der Sonne mit dem Sextanten bestimmten Ulugh Beg und seine Astronomen al-Kaschi und Qadi Zada die Schiefe der Ekliptik zu 23° 30' und 17″ (entspricht dem damaligen Wert auf wenige Gradsekunden) und das siderische Jahr zu 365 Tagen 6 Stunden 10 Minuten und 8 Sekunden (mit einer Abweichung von 58 Sekunden verglichen mit dem heutigen Wert).

## Tychonischer Mauerquadrant

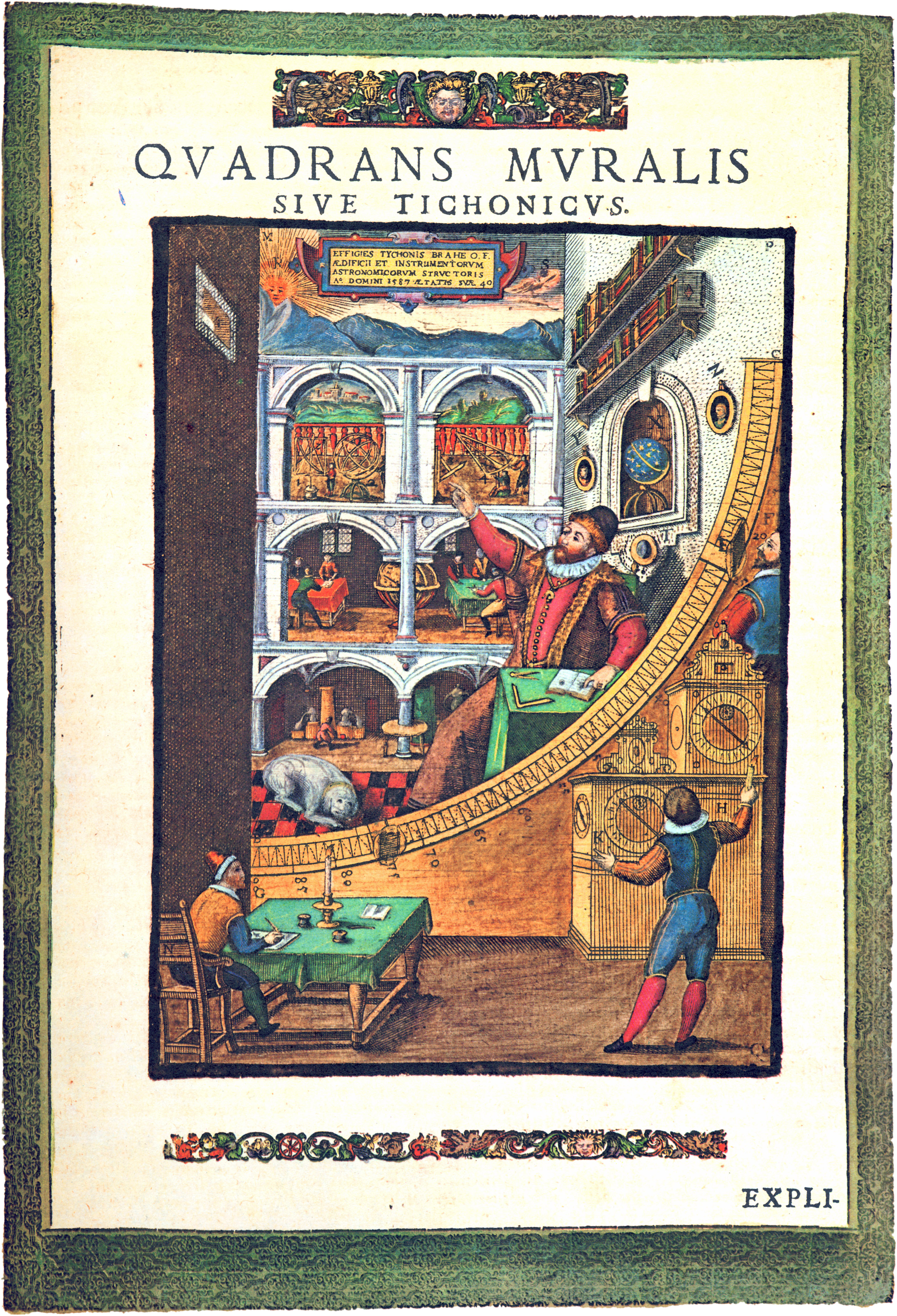
Tychos Mauerquadrant, um 1600

Bis zur Erfindung des Fernrohrs war der 1587 errichtete Mauerquadrant von Tycho Brahe der genaueste seiner Art. Er stand auf Tychos dänischer Sternwarte Uranienborg und hatte einen Viertelkreis von zwei Meter Radius, der angeblich auf 10″ (0,1 mm) genau ablesbar war. Es hatte zwei bewegliche Diopter; die Gradeinteilung erlaubte die Angabe von Sechstelminuten bzw. 10 Bogensekunden. In der Mitte des Quadranten war ein kleiner drehbarer Zylinder in der Mauer zur Fixierung der Visur. Der Quadrant wurde von drei Personen bedient, dem Beobachter, der den Diopter auf den Stern einstellte und den Durchgang angab, dem Zeitnehmer, der an wenigstens zwei Uhren die Zeit (Sekunden) ablas und ausrief, und dem Schreiber, der die Angaben in das Beobachtungsbuch eintrug. Das Instrument von Kopernikus (um 1520) dürfte zwar nicht viel kleiner gewesen sein, war aber auf einer Holzplatte montiert und der Kreis auf 0,5° geteilt, was Winkelschätzungen von etwa 0,05° erlaubte.
Das freiäugige Anzielen der Gestirne konnte Tycho als erfahrener Beobachter auf etwa 1′ (eine Bogenminute) durchführen, was der optischen Trennschärfe des Auges entspricht. Er erzielte damit 2- bis 5-fach genauere Messungen als zuvor, was für Johannes Keplers Planetentheorie eine entscheidende Voraussetzung war. Kepler selbst, sein Assistent und Nachfolger, machte kaum Messungen, da er einen Augenfehler hatte.

## Hauptinstrument auf Sternwarten des 17./18. Jahrhunderts
Mit zunehmender Bedeutung der Himmelsmechanik und verbesserten Sternkatalogen stiegen die Anforderungen an die Genauigkeit. Als man daher Ende des 17. Jahrhunderts auf Messfernrohre mit stärkerer Vergrößerung überging, wurden große, genau nach Süden justierte Mauerquadranten zum Hauptinstrument vieler Sternwarten. Den Bezug zum mathematischen Horizont stellten Sekundenlibellen her, an manchen Geräten wurden sogar Okularmikrometer angebracht (erfunden von Ole Römer um 1680), welche im Gesichtsfeld des Fernrohrs Feinmessungen ermöglichten.
Mit diesen Entwicklungen wurden schon um 1700 Messgenauigkeiten von 1–2″ erzielt. Fix montierte Quadranten erlaubten nun neben der Zeitbestimmung (auf etwa ±0,1s) auch die Messung genauer Sternörter und der geografischen Breite. Auf der Sternwarte Specola von Bologna erreichte man um 1710 sogar 0,8″. James Bradley entdeckte mit einem solchen Instrument 1725 die jährliche Aberration der „Fixsterne“, womit erstmals das  heliozentrische Weltbild nachweisbar wurde.

## Spätere Meridianinstrumente
Der Mauerquadrant wurde im Laufe des 18. Jahrhunderts durch den Meridiankreis ersetzt, bei dem das Fernrohr den ganzen Meridian vom Südpunkt über den Zenit bis zum Nordpunkt bestreichen kann. Auch  astronomische und geodätische Instrumente wurden entwickelt, die bei kleineren Dimensionen höhere Genauigkeiten erreichten, weil eine kompaktere Bauweise weniger empfindlich gegen Instrumentalfehler und Temperatureinflüsse ist. Neben den Transitinstrumenten und dem Passageinstrument wurden zunehmend auch flexiblere Universalinstrumente eingesetzt, mit denen um 1920 schon 0,1″ erreichbar waren. Heute wird die Astrometrie von Planeten- und Sternpositionen mit automatischen Meridiankreisen und mit sogenannten Astrometriesatelliten durchgeführt.